# Mariana (Spanien)
Mariana ist ein Ort und eine zentralspanische Gemeinde (municipio) mit 314 Einwohnern (Stand: 2024) im Norden der Provinz Cuenca in der Autonomen Region Kastilien-La Mancha. 

## Lage und Klima
Mariana liegt auf der Westseite des Iberischen Gebirges in einer Höhe von ca. 950 m. Die Provinzhauptstadt Cuenca befindet sich gut zehn Kilometer (Fahrtstrecke) südlich. Das Klima im Winter ist gemäßigt, im Sommer dagegen warm bis heiß. Regen (618 mm/Jahr) fällt das ganze Jahr über.

## Bevölkerungsentwicklung
| Jahr      | 1970 | 1981 | 1991 | 2001 | 2011 | 2021 |
| Einwohner | 376  | 359  | 303  | 308  | 287  | 306  |

## Sehenswürdigkeiten

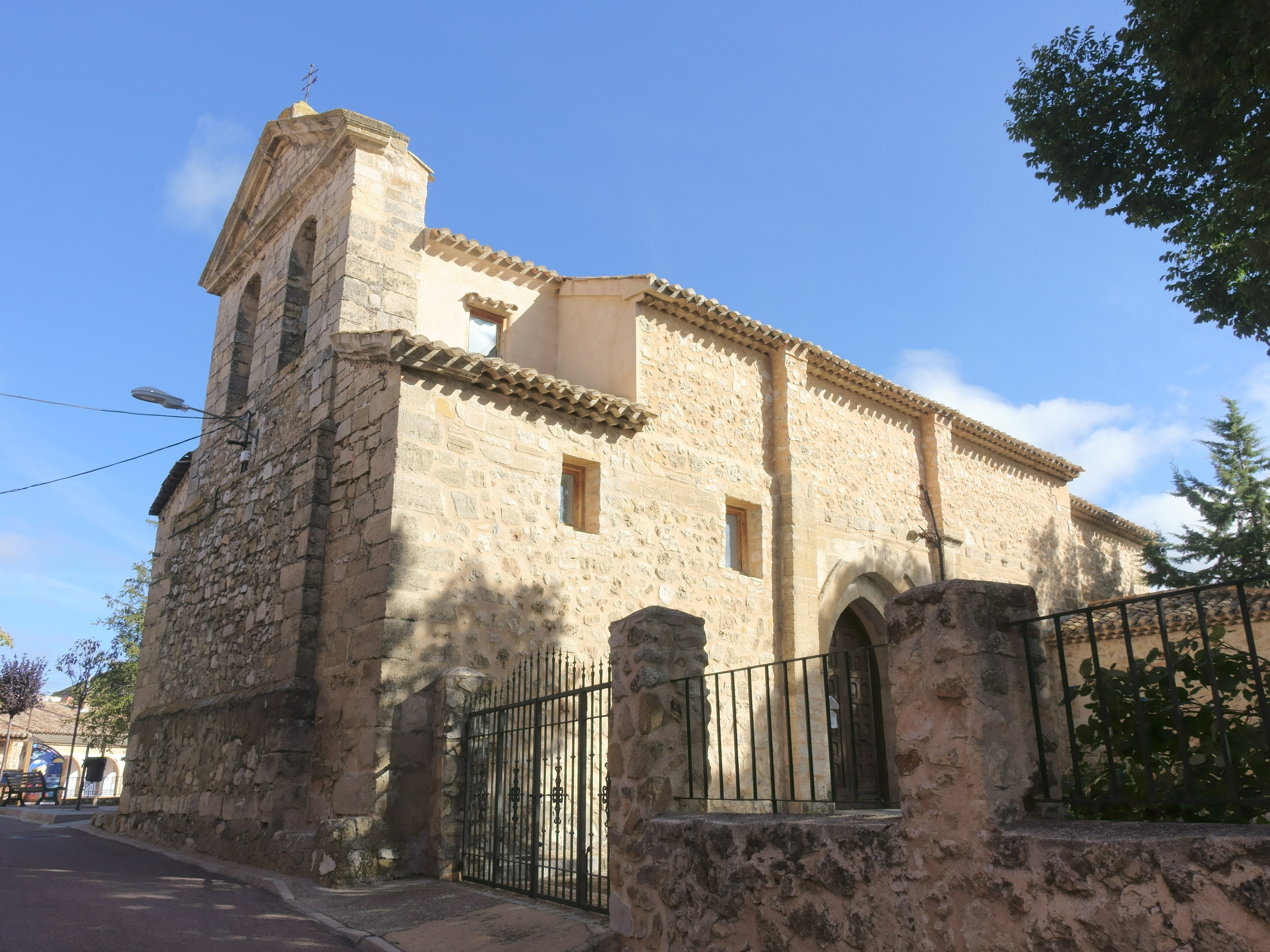
Peterskirche
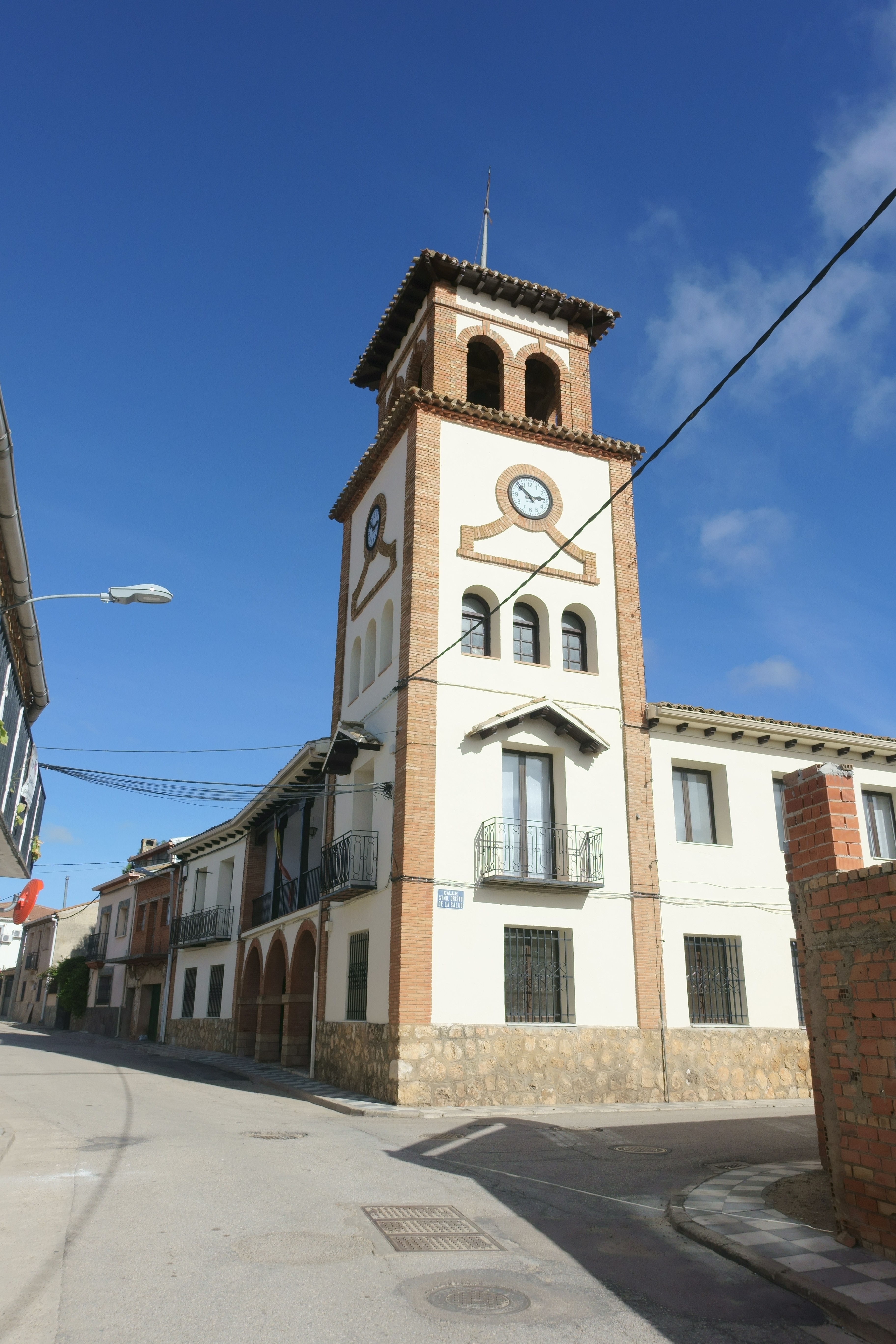
Kapelle Mariä Gnade

- Peterskirche
- Rathaus